# Сунай Чалъков
Сунай Чалъков е музикален изпълнител, композитор и съчинител на текстовете за някои от песните си.
Певец става на 7 – 8 годишна възраст, а първата песен, която е усвоил е „Имала майка едно ми чедо, Никола“ като я изпълнява в изявите си в пионерските лагери.
Като дете се увлича по кръглата топка и играе в „Дунав“ под номер 1 като вратар, където има известни успехи, но иначе работи с баща си като строител.
На Сунай много не му върви в училището покрай събитията от „Голямата екскурзия“, когато е принуден да сменя името си и учебните заведения. В казармата обаче си спечелва наказание „арест“ за песни пяти заради добрата акустика на работното место (в ареста акустиката също била добра).
През декември 1993 г. след уволнението си той се явява в София при Христина Белчева от Българското национално радио, която по това време води предаването „Хит купон“. Тя го харесва и го представя на 15 декември 1993 г. в ефира на БНР като негова откривателка. След това водещата го запознава с композитора Димитър Гетов, при когото учи професионално пеене и получава някои песни като дар.
През 1994 г. Сунай Чалъков вече участва в телевизионните програми „Бисер Киров шоу“, „Хит минус едно“, „Лястовича песен“ и други. Тогава записва и своята първа си песен „Не плачете, майки“. Следващата година има участия във фестивалите „Златен орфей +“ и „Песен за Варна“. В „морската столица“ на България Димитър Гетов го убеждава да се премести в София. Пробивът обаче идва през септември 1996 г. с изпълнението му на „Златният Орфей“ в Слънчев бряг, където изпълнява „Фатална игра“ на Д. Гетов.

## Дискография
- Карма каръшък – 2000 г.[2]
- Лейлим Лей – 2006 г.[2]
- Сватба – 2009 г.[3]